# 和市
和市（わいち）は、愛知県北設楽郡設楽町の大字。

## 地理
設楽町の東部に位置し東栄町と接する。
東端が大鈴山と、明神山を結んだ線であり、東栄町振草との境界になっている。
11の小字が設置されているが丁目は設定されていない。

### 山岳
- 大鈴山

### 小字
| - 字大鈴（おおすず） - 字笠井（かさい） - 字清水（しみず） - 字杉ノ窪（すぎのくぼ） | - 字保道（ほみち） - 字森上（もりかみ） - 字森本（もりもと） - 字薬師下（やくしした） | - 字薬師平（やくしだいら） - 字休道（やすみみち） - 字和市場（わいちば） |

## 歴史
北設楽郡和市村を前身とする。
1889年10月1日に田口村、清崎村、八橋村、小松村、長江村、和市村、荒尾村が合併し、田口村となる。同日、和市村廃止。

## 世帯数と人口
2015年（平成27年）10月1日現在の世帯数と人口は以下の通りである。
| 大字 | 世帯数 | 人口 |
| ---- | ------ | ---- |
| 和市 | 16世帯 | 42人 |

### 人口の変遷
国勢調査による人口の推移
| 1995年（平成7年）  | 63人 | [ 5 ] |  |
| 2000年（平成12年） | 57人 | [ 6 ] |  |
| 2005年（平成17年） | 49人 | [ 7 ] |  |
| 2010年（平成22年） | 41人 | [ 8 ] |  |
| 2015年（平成27年） | 42人 | [ 2 ] |  |

## 交通
道路
- 国道473号
  - 設楽バイパス
- 愛知県道433号和市清崎線

路線バス
- おでかけ北設
  - 基幹バス[9]
    - 1 - 東栄設楽線
      - 荒尾口（荒尾） - 和市 - 岩屋古（荒尾）

## その他

### 日本郵便
- 郵便番号 : 441-2313[3]（集配局：設楽郵便局[10]）。

## 参考資料
- 「角川日本地名大辞典」編纂委員会 編『角川日本地名大辞典 23 愛知県』角川書店、1989年3月8日。ISBN 4-04-001230-5。
- 有限会社平凡社地方資料センター 編『日本歴史地名体系第23巻 愛知県の地名』平凡社、1981年。ISBN 4-582-49023-9。